# Echinocorambe brattegardi
Echinocorambe brattegardi is een slakkensoort uit de familie van de Akiodorididae. De wetenschappelijke naam van de soort is voor het eerst geldig gepubliceerd in 1998 door Valdés & Bouchet.